# Te cunosc de undeva! (sezonul 12)
Sezonul 12 al emisiunii de divertisment Te cunosc de undeva! a debutat la Antena 1 pe 9 septembrie 2017. Emisiunea a fost prezentată de Alina Pușcaș și Cosmin Seleși. Juriul era format din Andrei Aradits, Andreea Bălan, Ozana Barabancea și Aurelian Temișan.

## Distribuția

### Celebrități
- Adriana Trandafir - actriță
- Alin Pascal - cântăreț
- Anisia Gafton - actriță
- Cezar Ouatu - cântăreț
- CRBL - cântăreț
- Julie Mayaya - cântăreață
- Lidia Buble - cântăreață
- Ramona Bădescu - actriță
- Sebastian Muntean - cântăreț

### Juriul
- Andrei Aradits
- Andreea Bălan
- Ozana Barabancea
- Aurelian Temișan

### Jurizare
Dupa ce concurenții și-au făcut transformările, fiecare din membrii juriului acorda note de la 4 la 12. După notarea concurenților se alcătuia un clasament provizoriu al juriului. La acest clasament se adăugau punctele acordate de concurenți. Și anume, fiecare dintre concurenți avea la dispoziție cinci puncte pe care să le acorde artistului preferat. Concurentul cu cel mai mare punctaj după cele două jurizări câștiga ediția respectivă și primea 1000 de euro, pe care urma să îi doneze. La finalul sezonului, celebritatea câștigătoare a primit 15.000 de euro.

## Interpretări
Legendă:
     Câștigător
| Concurent         | Ediția 1          | Ediția 2           | Ediția 3         | Ediția 4                  | Ediția 5                        | Ediția 6             | Ediția 7                     | Ediția 8             |
| ----------------- | ----------------- | ------------------ | ---------------- | ------------------------- | ------------------------------- | -------------------- | ---------------------------- | -------------------- |
| Adriana Trandafir | Raffaella Carrà   | Harry Belafonte    | Romica Puceanu   | Adriano Celentano         | Mariana Nicolesco               | Helena Paparizou     | Naarghita                    | Ivan Rebroff         |
| Alin Pascal       | Cristi Minculescu | RuPaul             | Jason Derulo     | Matilda Pascal Cojocărița | Robbie Williams                 | Aretha Franklin      | Adam Levine                  | Andrea Bocelli       |
| Anisia Gafton     | Dan Spătaru       | Christina Aguilera | Tina Turner      | Miley Cyrus               | Fuego                           | Mădălina Manole      | Bonnie Tyler                 | Anastasia Lazariuc   |
| Cezar Ouatu       | Julie Andrews     | Seal               | Grace Jones      | Billy Ray Cyrus           | Luciano Pavarotti & Barry White | Maurice White        | Montserrat Caballe           | Gică Petrescu        |
| CRBL              | Veta Biriș        | What's UP          | Celia Cruz       | Phil Collins              | King África                     | Felly (Technotronic) | Smiley                       | Mihai Constantinescu |
| Julie Mayaya      | Rihanna           | Irina Loghin       | Mircea Baniciu   | Ella Fitzgerald           | Whitney Houston                 | Alice Cooper         | Whoopi Goldberg              | Nicki Minaj          |
| Lidia Buble       | Katy Perry        | Laura Stoica       | Inna             | Delia                     | Sia                             | Pepe                 | Rita Ora                     | Britney Spears       |
| Ramona Bădescu    | Cher              | Elvis Presley      | Connie Francis   | Angela Similea            | Liza Minnelli                   | Maria Tănase         | Dalida                       | Julio Iglesias       |
| Sebastian Muntean | C.C.Catch         | Bruno Mars         | Beyonce          | Jamiroquai                | Bette Midler                    | Pharrell Williams    | Olguța Berbec                | Prince               |
|                   |                   |                    |                  |                           |                                 |                      |                              |                      |
| Concurent         | Ediția 9          | Ediția 10          | Ediția 11        | Ediția 12                 | Ediția 13                       | Ediția 14            | FINALA                       |                      |
| Adriana Trandafir | Maria Lătărețu    | Raj Kapoor         | Edith Piaf       | Gina Lollobrigida         | Svetlana Toma                   | Marina Voica         | Tanya (Mamma Mia)            |                      |
| Alin Pascal       | Rod Stewart       | Marvin Gaye        | Dan Ciotoi       | Debelah Morgan            | Joe Cocker                      | Michael Buble        | Aladdin                      |                      |
| Anisia Gafton     | Gwen Stefani      | Laura Lavric       | Meghan Trainor   | Ștefan Bănică Jr.         | Anda Călugăreanu                | Louis Armstrong      | Anisia Gafton & FreeStay     |                      |
| Cezar Ouatu       | Salvador Sobral   | Cristi din Banat   | Amr Diab         | Izhar Cohen               | Nelu Vlad                       | Aneta Stan           | Joker                        |                      |
| CRBL              | Aurel Moldoveanu  | Fred Durst         | Cesaria Evora    | Puiu Codreanu             | Grasu XXL                       | Gheorghe Gheorghiu   | CRBL & FreeStay              |                      |
| Julie Mayaya      | Kiara             | Jason Derulo       | Etta James       | Luis Fonsi                | P!nk                            | Simge                | Maybelle (Hairspray)         |                      |
| Lidia Buble       | Kiss              | Thalía             | Andra            | Lady Gaga                 | Fuego                           | Shakira              | Cruella de Vil               |                      |
| Ramona Bădescu    | Jessica Rabbit    | George Michael     | Barbra Streisand | Tom Jones                 | Gloria Estefan                  | Patricia Kaas        | Ramona Bădescu & FreeStay    |                      |
| Sebastian Muntean | Corina Chiriac    | Toni Basil         | Marc Anthony     | Tarkan                    | Amy Winehouse                   | Lidia Buble          | Sebastian Muntean & FreeStay |                      |

## Scor total
Legenda
Numere roșii indică concurentul care a obținut cel mai mic scor.
Numere verzi indică concurentul care a obținut cel mai mare scor.
     indică concurentul care a părăsit competiția.
     indică concurentul câștigător.
     indică concurentul de pe locul 2.
     indică concurentul de pe locul 3.
| Concurent         | Cel mai mic scor inclusiv finala | Cel mai mare scor inclusiv finala | 1  | 2  | 3  | 4  | 5  | 6  | 7  | 8  | 9  | 10 | 11 | 12 | 13 | 14 | locuri | Total (1-14) | Finala | Locuri |
| ----------------- | -------------------------------- | --------------------------------- | -- | -- | -- | -- | -- | -- | -- | -- | -- | -- | -- | -- | -- | -- | ------ | ------------ | ------ | ------ |
| Adriana Trandafir | 24                               | 75                                | 59 | 42 | 38 | 27 | 54 | 24 | 41 | 26 | 35 | 34 | 57 | 35 | 36 | 42 | 3      | 550          | 75     | 4      |
| Alin Pascal       | 22                               | 93                                | 49 | 30 | 62 | 36 | 29 | 30 | 36 | 56 | 23 | 45 | 22 | 49 | 40 | 42 | 4      | 549          | 93     | 1      |
| Anisia Gafton     | 18                               | 65                                | 25 | 33 | 43 | 30 | 18 | 65 | 32 | 19 | 43 | 25 | 43 | 24 | 35 | 56 | 7      | 492          | ―      | ―      |
| Cezar Ouatu       | 18                               | 87                                | 31 | 37 | 39 | 35 | 57 | 41 | 73 | 36 | 74 | 36 | 38 | 41 | 18 | 18 | 1      | 574          | 87     | 2      |
| CRBL              | 18                               | 74                                | 18 | 26 | 29 | 26 | 39 | 51 | 24 | 26 | 22 | 74 | 18 | 28 | 57 | 19 | 9      | 457          | ―      | ―      |
| Julie Mayaya      | 17                               | 77                                | 50 | 17 | 28 | 73 | 23 | 23 | 41 | 54 | 35 | 37 | 60 | 25 | 45 | 44 | 2      | 555          | 77     | 3      |
| Lidia Buble       | 18                               | 78                                | 31 | 61 | 30 | 27 | 30 | 18 | 28 | 37 | 32 | 27 | 36 | 78 | 34 | 34 | 5      | 503          | 68     | 5      |
| Ramona Bădescu    | 16                               | 58                                | 27 | 37 | 25 | 54 | 58 | 50 | 33 | 22 | 41 | 16 | 35 | 25 | 30 | 33 | 8      | 486          | ―      | ―      |
| Sebastian Muntean | 24                               | 57                                | 43 | 50 | 39 | 25 | 25 | 31 | 25 | 57 | 28 | 39 | 24 | 28 | 38 | 45 | 6      | 497          | ―      | ―      |